# Unterleichtersbach
Unterleichtersbach ist ein Gemeindeteil der Gemeinde Oberleichtersbach im unterfränkischen Landkreis Bad Kissingen in Bayern.

## Lage
Das Kirchdorf Unterleichtersbach liegt in der bayerischen Rhön, direkt an der Bundesstraße 27. Zur Bundesautobahn 7 sind es ca. 4 km. Durch Unterleichtersbach führt der Fränkische Marienweg.

## Geschichte
Am 15. September 1323 wurde Unterleichtersbach erstmals getrennt von Oberleichtersbach urkundlich erwähnt.
In der Dorfschule, genannt Alte Schule wurde bis ins Jahr 1974 Unterricht abgehalten. Der Ort war eine eigene Gemeinde und wurde am 1. Mai 1978 im Zuge der Gebietsreform in Bayern in die Gemeinde Oberleichtersbach eingegliedert.

## Bauwerke
Unterleichtersbach verfügt über eine kleine Kapelle aus dem Jahr 1629. In der Liste der Baudenkmäler in Unterleichtersbach sind ferner ein Wirtshausschild und eine Bogenbrücke eingetragen.

## Vereine
- Die Freiwillige Feuerwehr wurde in Unterleichtersbach erst im Jahre 1920 gegründet. Der erste Hinweis erschien in einem Protokoll vom 21. Februar 1921. Andere Quellen nennen das Jahr 1894. Der Fuhrpark besteht aus zwei Fahrzeugen: Tragkraftspritzenfahrzeug (TSF) – Mercedes-Benz Sprinter 516 mit Aufbau von Furtner + Ammer, Auslieferung März 2016 sowie ein VW-Bus Typ II-1a Baujahr 1963 als Mannschaftstransportfahrzeug MTF.
- Der Krieger- und Bürgerverein erschien erstmals als Kriegerverein am 30. Mai 1921.
- Am 10. Mai 1931 wurde in Unterleichtersbach der Sportverein gegründet. Seit 1949 wird beim SG Oberleichtersbach Fußball gespielt.
- Der Verein für Gartenbau und Landespflege wurde am 17. März 1978 gegründet.
- Der Verein zur Erhaltung alter Bräuche wurde 1980 gegründet.
- Am 17. Februar 1984 wurde ein Skiclub in Unterleichtersbach gegründet.
- Etwa 1925 wurde der Radfahrerverein gegründet.

## Wirtschaft
In Unterleichtersbach ist das Werk I von Hanse-Haus Oberleichtersbach ansässig (Werk II: Buchrasen). Außerdem sind im Ort mehrere kleine Unternehmen tätig.